# 1962년 미국 상원의원 선거
1962년 미국 상원의원 선거는 1958년 11월 4일 미국에서 치러진 상원의원 선거다.

## 선거 결과
| 정당   | 선거결과 | 의석 수 |
| ------ | -------- | ------- |
| 민주당 | 25석     | 68석    |
| 공화당 | 14석     | 32석    |